# Justinian Tamusuza
Justinian Tamusuza (ur. 1951 w Kibisi) – ugandyjski kompozytor współczesnej muzyki poważnej, pedagog.

## Życiorys

### Edukacja
Wychowywał się w kręgu kultury ludu Baganda i muzyki Kiganda tworzonej przez ten lud. Uczestniczył w tradycyjnych festiwalach organizowanych przez swojego ojca. Grał na afrykańskich instrumentach takich jak: bębny engoma, jednostrunowe skrzypce endingidi, flet endere czy lira endongo. Pierwszy raz zetknął się z zachodnią muzyką w kościele rzymskokatolickim, a jego szczególne zainteresowanie wzbudziły organy w kaplicy misyjnej. Śpiewy gregoriańskie dały mu podstawową umiejętność czytania nut. Potem Joyce Duffala, wolontariusz Korpusu Pokoju nauczył go grać na fortepianie. Pod koniec lat 70. Tamusuza był asystentem organisty i dyrygentem Catholic Centenary Memorial Choir w Kampali (CACEMCO).
Formalną edukację rozpoczął w King’s College Budo i kontynuował na Uniwersytecie Makerere; obie te uczelnie miały w swoich programach nauczania występy zarówno w afrykańskiej muzyce tradycyjnej jak i w zachodniej. Następnie uczestniczył w kursach mistrzowskich z zakresu muzyki XX wieku, prowadzonych przez Kevina Volansa w Queen’s University w Belfaście. Poznał wtedy wiele współczesnych technik kompozytorskich i wykonawczych, które później wpisał w swój własny styl. Kompozycję studiował u Alana Stouta na Northwestern University w Evanston, gdzie obronił pracę doktorską.

### Działalność artystyczna
Jako kompozytor zyskał sławę swoim pierwszym kwartetem smyczkowym Mu Kkubo Ery'Omusaalaba, który został nagrany przez Kronos Quartet i wydany na płycie Pieces of Africa.
Otrzymywał zamówienia na kompozycje od niemieckiego oddziału Międzynarodowego Towarzystwa Muzyki Współczesnej (ISCM) z siedzibą w Essen (1995), od Chamber Symphony of Princeton, Richmond Symphony Orchestra oraz od tradycyjnej grupy ugandyjskiej Abaana B'Engoma, z którą dał premierowe wykonanie Ekivvulu Ky'Endere, utworu kameralnego na flet, skrzypce, harfę preparowaną, marimbę i marakasy.
Muzyka Tamusuzy bazuje na tradycyjnej muzyce Kiganda, którą artysta osadza w różnych gatunkach zachodniej muzyki poważnej, stosując takie współczesne techniki kompozytorskie, jak minimalizm i polirytmia. Jego kompozycje porównywane są do utworów Steve’a Reicha i Johna Adamsa.
Tamuguza często preparuje zachodnie instrumenty, by ich brzmienie było zbliżone do instrumentów afrykańskich. Na przykład do utworu Abakadde Abaagalana be Balima Akambugu skomponowanego na sopran, tenor i fortepian, dołączył wskazówki w jaki sposób uzyskać brzmienie fortepianu zbliżone do brzmienia muzyki Kiganda. Zdaniem kompozytora to „potencjał instrumentów preparowanych w muzyce współczesnej wyzwolił jego kompozytorski styl”. Modelowymi kompozycjami w tym względzie są dla Tamugazy utwory Johna Cage’a na fortepian preparowany, Three Quarter-Tone Pieces for Two Pianos (1924) Charlesa Ivesa i Sequenza I na flet (1958) Luciana Berio.

### Działalność pedagogiczna i popularyzatorska
W latach 1993–1995 był członkiem jury Międzynarodowego Towarzystwa Muzyki Współczesnej (ISCM). Był dyrektorem artystycznym africa95 – warsztatów muzycznych dla afrykańskich kompozytorów, których gospodarzem była Royal Liverpool Philharmonic Orchestra oraz University of Liverpool.
Reprezentuje Afrykę w Composers Guild of New Jersey. Jest w składzie międzynarodowego komitetu doradczego „Intercultural Musicology”, biuletynu wydawanego przez londyńskie Center of Intercultural Music Arts (CIMA).
Tamusuza wykłada kompozycję, teorię muzyki i analizę form muzycznych na wydziale Muzyki (School of Music) Northwestern University w Evanston. Jest także profesorem na wydziale Tańca, Muzyki i Dramatu Uniwersytetu Makerere w Kampali.